# Mother's Boy
Mother's Boy è un film del 1929 diretto da Bradley Barker. Un musical in bianco e nero interpretato da Morton Downey, Beryl Mercer, John T. Doyle e Brian Donlevy.

## Produzione
Il film fu prodotto dalla Pathé Exchange

## Distribuzione
Uscì nelle sale cinematografiche USA nel luglio del 1929, dopo una première il 5 luglio, prodotto e distribuito dalla Pathé Exchange.